# 長春出版社
長春出版社（ちょうしゅんしゅっぱんしゃ）は、中華人民共和国吉林省長春市の出版社。1988年11月設立。現在は11部門あり，ISBN番号は978-7-5445。教科書、人文社会科学及びデジタル家電など多方面の出版物を発行しており、2009年の中国国内における本の出版部数の上位100位にランクインしている。

## 出版している漫画
- 『名探偵コナン』
- 『スラムダンク』